# Steven G. Vandenberg
Steven Vandenberg (Den Helder, 15 juli 1915 - Boulder, Colorado, Verenigde Staten, 27 augustus 1992) was een gedragsgeneticus die na de Tweede Wereldoorlog naar de VS emigreerde. Hij promoveerde in 1955 aan de Universiteit van Michigan.
Van 1960 tot 1967 werkte hij aan de Medische Faculteit van de Universiteit van Louisville als directeur van de "Louisville Twin Study". In 1970 ging hij naar het Institute of Behavior Genetics aan de Universiteit van Colorado te Boulder, waar hij tot aan zijn pensionering bleef. Vandenberg ontving vele wetenschappelijke prijzen gedurende zijn leven, waaronder in 1977 de eerste "Dobzhansky Career Award" van de Behavior Genetics Association. Vandenberg was voorzitter van de Behavior Genetics Association (1984-1985) en was de eerste hoofdredacteur van het wetenschappelijke tijdschrift Behavior Genetics.